# 霍伊瑟恩
霍伊瑟恩是德国巴登-符腾堡州的一个市镇。总面积8.88平方公里，总人口1269人，其中男性606人，女性663人（2011年12月31日），人口密度143人/平方公里。